# Zbrodnie w Baryszu
Zbrodnie w Baryszu – zbrodnie popełnione na Polakach w miejscowości Barysz położonej w dawnym powiecie buczackim województwa tarnopolskiego przez nacjonalistów ukraińskich, w tym zbrodnia dokonana w nocy z 5 na 6 lutego 1945 roku przez kureń Ukraińskiej Powstańczej Armii (UPA) dowodzony przez Petra Chamczuka „Bystrego”.

## Przebieg zbrodni
Ludność Barysza liczyła około 7 tys. mieszkańców, z czego 2/3 Polaków, którzy mieszkali na osiedlu Mazury. Wraz z początkiem okupacji niemieckiej miejscowi aktywiści OUN oraz policjanci ukraińscy zaczęli stosować wobec Polaków różne szykany. W lipcu 1941 aresztowano i przekazano Niemcom 10 mężczyzn, których 5 sierpnia 1941 roku rozstrzelano w Buczaczu. Także w sierpniu 1941 ofiarą mordów w wykonaniu ouenowców padło w Baryszu kilkanaście osób. Henryk Komański i Szczepan Siekierka podają nazwiska dalszych 36 osób z Barysza, które w latach 1942–1944 w różnych okolicznościach straciły życie z rąk nacjonalistów ukraińskich lub ukraińskich policjantów.
W 1944, po zajęciu tych ziem przez Armię Czerwoną, polskich mężczyzn zaczęto powoływać do Wojska Polskiego, pozbawiając wsie samoobrony. W ich miejsce powoływano Istriebitielne bataliony. Posterunek IB w Baryszu liczył ponad 100 żołnierzy, z czego około 50 należało wcześniej do AK. Dowódcą jednostki był Ukrainiec zza Zbrucza Iwanienko, jego zastępcą Polak Józef Krowicki. IB z Barysza aktywnie zwalczał ukraińskie podziemie nacjonalistyczne.
Pierwszą masową zbrodnią w Baryszu było wymordowanie w styczniu 1945 roku przysiółka Tysów, gdzie zginęło 21 osób.
W nocy z 5 na 6 lutego 1945 roku około godz. 22:00 osiedle Mazury w Baryszu zaatakował kureń UPA „Bystrego” mordując napotkaną ludność bez względu na płeć i wiek oraz paląc zabudowania. Upowcy otrzymali wsparcie ukraińskiej ludności cywilnej, która rabowała mienie Polaków. Miejscowości broniła tylko część żołnierzy IB (według niektórych świadków tylko 10), ponieważ większość z nich dzień przed zbrodnią wezwano do Buczacza. Na ulicy Plebańskiej napastnicy napotkali zacięty opór IB i mieszkańców. Część ludności schroniła się w murowanych budynkach szkoły i kościoła. Rzeź ludności oraz walki trwały około 5 godzin, po czym kureń UPA wycofał się.
Henryk Komański i Szczepan Siekierka podają liczbę 135 Polaków zabitych podczas napadu z 5 na 6 lutego 1945 roku. W pierwszych polskich meldunkach straty Ukraińców oceniono na kilkudziesięciu zabitych i rannych, co Grzegorz Motyka uznaje  za liczbę zawyżoną. Osiedle Mazury zostało całkowicie spalone. W ciągu kilku dni ocaleni Polacy dokonali pochówku zabitych i przenieśli się do Buczacza, skąd byli przesiedlani na Ziemie Odzyskane.